# Lleó Argir (turmarca)
Lleó Argir (grec medieval: Λέων Ἀργυρός, Léon Argirós) fou un aristòcrata i general romà d'Orient actiu a mitjans del segle ix, així com el fundador de la nissaga dels Argirs.

## Biografia
Lleó Argir és el progenitor i primer membre documentat de la família dels Argirs, encara que l'onomàstica de la nissaga ha portat alguns erudits a suggerir que descendia d'un tal patrici Marià i el seu fill Eustaci, que haurien florit cap al 741.
Provenia de Carsiànon i fou turmarca sota l'emperador Miquel III (r. 842-867). Participà en el pogrom del 843 contra els paulicians i es distingí en les guerres frontereres contra els àrabs i els seus aliats paulicians. Així mateix, fundà el monestir de Santa Elisabet a la seva regió natal de Carsiànon, on probablement fou enterrat. Tingué com a mínim un fill, el general Eustaci Argir.